# Uluköy, Erzincan
Uluköy là một thị trấn thuộc thành phố Erzincan, tỉnh Erzincan, Thổ Nhĩ Kỳ. Dân số thời điểm năm 2010 là 710 người.